# José María Panadero
José María Panadero Cordón (nacido el 27 de enero de 1977 en Cáceres, Extremadura) es un exjugador español de baloncesto. Con 1.96 metros de estatura, jugaba en el puesto de escolta.

## Biografía
Formado en las categorías inferiores del ya desaparecido Cáceres C.B. llegó a disputar varias ligas ACB como miembro del Fórum Valladolid y del Cantabria Lobos destacándose siempre por un magnífico tiro de larga distancia.
El final de su carrera se desarrolló como integrante de la plantilla del club de su ciudad natal, el Cáceres 2016 Basket, equipo en el que ostentó la co-capitanía, junto al también cacereño Juan Sanguino, durante las temporadas 2007/08 y 2008/09. Una grave lesión de rodilla, durante el transcurso de esta última le obligó a perderse el final de la competición y le llevó a anunciar su retirada definitiva de las canchas una vez concluida la temporada.
Tras colgar las botas inició su andadura como técnico de formación de baloncesto base, haciéndose cargo del equipo cadete del San Antonio, cantera del Cáceres Ciudad del Baloncesto y participando como ayudante en la Selección española sub-16.

## Trayectoria profesional
- Cáceres C.B.. Categorías inferiores.
- 1995-97 liga EBA. Doncel La Serena.
- 1997-98 liga EBA. CB Marbella.
- 1998-99 liga LEB. Caja Rural Melilla.
- 1999-01 liga ACB. Fórum Valladolid.
- 2001-02 liga ACB. Cantabria Lobos.
- 2002-03 liga LEB. Basket Zaragoza 2002.
- 2003-04 liga LEB. Gijón Baloncesto.
- 2004-06 liga LEB. León Caja España.
- 2006-07 liga LEB. Ciudad de Huelva.
- 2007-08 LEB de Plata. Cáceres 2016
- 2008-09 LEB de Oro. Cáceres 2016

## Distinciones individuales
- Nombrado MVP de la Copa del Príncipe de Asturias de la temporada 98-99.
- Gigante LEB por la Revista Gigantes del Basket en la temporada 98-99